# روشفورد (ويسكونسن)
روشفورد (بالإنجليزية: Rushford, Wisconsin)‏ هي بلدة تقع بولاية ويسكونسن في الولايات المتحدة. تبلغ مساحتها 92.1 (كم²)، وترتفع عن سطح البحر 229 م، بلغ عدد سكانها 1561 نسمة في عام 2010 حسب إحصاء مكتب تعداد الولايات المتحدة وتصل الكثافة السكانية فيها 17.3 نسمة/كم2.

## وصلات خارجية
- www.townofrushford.org
- The US50 - Cities and Towns in Wisconsin State
- Wisconsin Cities and Towns, Facts, Map, Flag, Colleges, Government, and More